# 천안시 (선거구)
천안시는 대한민국의 옛 국회의원 선거구이다. 당시 충청남도 천안시 지역을 관할했다.

## 역사
대한민국 제13대 국회의원 선거를 앞두고 천안시·천원군·아산군 선거구에서 분리되면서 신설되었다. 
1995년 1월 1일을 기해 천안시와 천안군이 통합하면서 통합 천안시가 출범했다. 이에 대한민국 제15대 국회의원 선거를 앞두고 통합 천안시가 천안시 갑, 천안시 을 선거구를 형성하게 되면서 폐지되었다.

## 역대 국회의원
| 선거   | 정당 | 정당         | 의원   |
| ------ | ---- | ------------ | ------ |
| 1988년 |      | 신민주공화당 | 정일영 |
| 1992년 |      | 무소속       | 성무용 |

## 역대 선거 결과

### 대한민국 제13대 국회의원 선거
|  | 63.59% |

|  | 28.38% |

|  | 4.28% |

|  | 3.73% |

### 대한민국 제14대 국회의원 선거
|  | 43.33% |

|  | 33.15% |

|  | 14.55% |

|  | 4.71% |

|  | 4.24% |